# Tetrafluoroidrazina
La tetrafluoroidrazina è il composto inorganico binario dell'azoto trivalente con il fluoro, avente formula N2F4, o anche F2N–NF2, dove però l'azoto è nello stato di ossidazione +2. Questo alogenuro di azoto in condizioni normali è un gas incolore fortemente reattivo. Può esplodere facilmente a contatto con aria, ossigeno, sostanze organiche, calore e catalizzatori metallici.

## Struttura

Figura 1. Proiezioni di Newman delle due principali configurazioni della tetrafluoroidrazina: (a) gauche, (b) sfalsata.

Allo stato gassoso e allo stato liquido la molecola N2F4 esiste in due conformazioni tra loro in equilibrio (Figura 1), la forma gauche e quella sfalsata, con simmetria rispettivamente C2 e C2h. La configurazione sfalsata è favorita di solo 2 kJ/mol. La distanza N–N risulta 148 pm e quella N–F 139 pm.

## Sintesi
La tetrafluoroidrazina fu sintetizzata per la prima volta nel 1958 da Charles B. Colburn e Al Kennedy, facendo reagire a 375 ºC in un reattore a flusso trifluoruro di azoto in presenza di trucioli di rame.
{\displaystyle {\ce {2NF3 + 2Cu -> N2F4 + 2CuF}}}
Alternativamente si può ossidare la difluoroammina con ipoclorito a pH basico (circa 12):
{\displaystyle {\ce {NHF2 ->[{\ce {NaOCl}}] 1/2 N2F4}}}

## Reattività
N2F4 è un agente fluorurante molto energico. Ad esempio può fluorurare silano e litio:
{\displaystyle {\ce {SiH4 + N2F4 ->[{25 °C}] SiF4 + N2 + 2H2}}}
{\displaystyle {\ce {10Li + N2F4 ->[{-80 °C / +250 °C}] 4LiF + 2Li3N}}}
Con forti accettori di ioni fluoruro come AsF5 forma sali che si possono formulare come [N2F3]+[AsF6]−.
La tetrafluoroidrazina si dissocia facilmente formando radicali •NF2, di colore blu scuro. Questo comportamento giustifica la maggior reattività di N2F4 rispetto all'inerzia di NF3. Il radicale •NF2 può dare varie reazioni, tra le quali anche l'addizione ad olefine:
{\displaystyle {\ce {2*NF2 + S2F10 -> 2F2NSF5}}}
{\displaystyle {\ce {2*NF2 + Cl2 -> 2NClF2}}}
{\displaystyle {\ce {2*NF2 + *NO -> F2NNO}}}
{\displaystyle {\ce {2*NF2 + R2C=CR2 -> R2C(NF2)-C(NF2)R2}}}